# Setques
Setques (flämisch: Zetteke) ist eine französische Gemeinde mit 594 (Stand 1. Januar 2022) im Département Pas-de-Calais in der Region Hauts-de-France. Sie gehört zum Arrondissement Saint-Omer und zum Kanton Lumbres.
Die Gemeinde gehört zum Regionalen Naturpark Caps et Marais d’Opale. Nachbargemeinden von Setques sind Quelmes im Nordwesten, Leulinghem im Nordosten, Lumbres im Westen, Wisques im Osten, Elnes im Südwesten sowie Esquerdes im Südosten.

## Bevölkerungsentwicklung
| Jahr      | 1962 | 1968 | 1975 | 1982 | 1990 | 1999 | 2007 | 2014 |
| Einwohner | 544  | 547  | 502  | 538  | 627  | 627  | 631  | 617  |

## Sehenswürdigkeiten
- Kirche Saint-Omer aus dem 18. Jahrhundert